# Leuprorelina
La leuprolida es un análogo sintético de la hormona liberadora de gonadotropina (GnRH), unas 20 veces más potente que la hormona natural y más resistente a la proteólisis. Al igual que la GnRH, se une con gran afinidad al receptor GnRH de las células hipofisarias anteriores, donde actúa como agonista. De forma aguda, estimula la secreción de LH y FSH de la hipófisis anterior, pero la exposición prolongada y continua conduce a la inhibición de la secreción por desensibilización de las gonadotropas hipofisarias. La leuprorelina actúa entonces disminuyendo los niveles de gonadotropinas, por lo tanto, disminuyendo los niveles de testosterona y estradiol.
Se prescribe en el tratamiento del cáncer de próstata, el cáncer de mama, la endometriosis, los fibromas uterinos y la pubertad temprana, o como parte de la terapia hormonal para las personas transgénero. Se administra mediante una inyección en un músculo o debajo de la piel.
Los efectos secundarios comunes incluyen sofocos, estado de ánimo inestable, dificultad para dormir, dolores de cabeza y dolor en el lugar de la inyección.  Otros efectos secundarios reportados son la hiperglicemia, reacciones alérgicas y problemas con la hipófisis. El uso durante el embarazo está contraindicado.
La leuprolida fue patentada en 1973 y se aprobó para uso médico en los Estados Unidos en 1985. Inicialmente se comercializó solo para inyección diaria, pero en 1989 se introdujo una formulación de inyección de depósito.
Está en la Lista de medicamentos esenciales de la Organización Mundial de la Salud.

## Historia

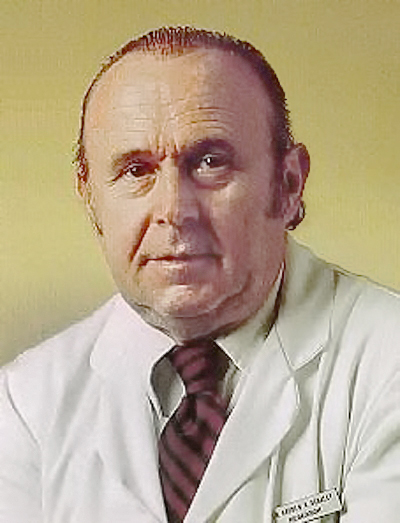
Andrew Schally.

La GnRH es un decapéptido identificado y sintetizado en 1973 por Andrew Schally, ganador del premio nobel de medicina para 1977.
Primero en 1969, junto con científicos de Japón y otros países, Schally determinó la estructura y la secuencia de aminoácidos de la TRH porcina, lo que permitió su síntesis. Por ello, recibió el Premio de la Sociedad Endocrina y el Premio Van Meter de la Asociación Americana de Tiroides. Así, la TRH se convirtió en la primera hormona hipotalámica determinada estructuralmente y sintetizada.
Posteriormente, los doctores Gual, Kastin y Schally aislaron y sintetizaron una secuencia específica de aminoácidos, Val-His-Leu-Ser-Ala-Glu-Glu-Lys-Glu-Ala, a partir de hipotálamo porcino, la GnRH. Establecieron que la GnRH porcina liberaba inequívocamente LH y FSH en hombres y mujeres. Eliminando la posibilidad de una especificidad de especie que si se había encontrado para la hormona del crecimiento (GH). Esto por las similitudes entre este decapéptido y la secuencia aminoterminal de la cadena β de la hemoglobina porcina.

## Farmacocinética

### Vías de administración
Solamente hay dos vías de administración: subcutánea e intramuscular. En ambos casos este medicamento debe ser inyectado por un profesional de la salud como un enfermero o médico.
- Intramuscular: Lupron Depot, una sola inyección. Varíe el sitio de inyección periódicamente[10] Medicamento leuprolida en presentación intramuscular de 3.75 mg
- Subcutánea:

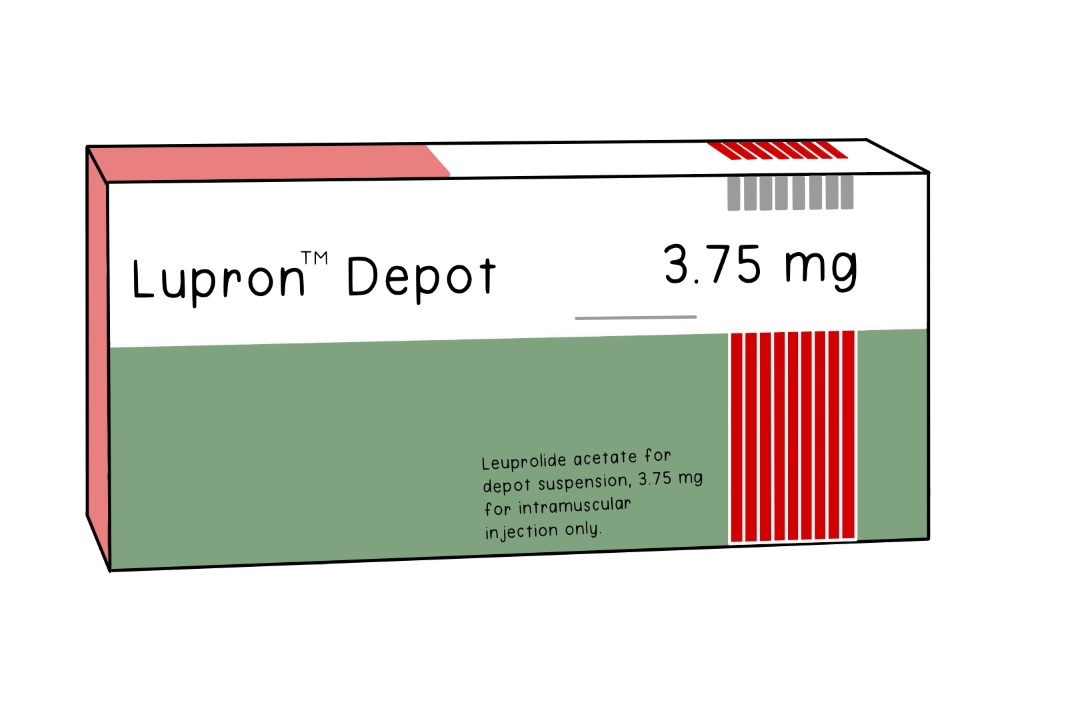
Medicamento leuprolida en presentación intramuscular de 3.75 mg

  - Eligard: Varíe el sitio de inyección; elija un sitio con tejido subcutáneo adecuado; evite las áreas que puedan estar comprimidas o frotadas (p. ej., cinturón o pretina).[10]
  - Solución de 5 mg/mL de acetato de leuprorelina: Varíe el sitio de inyección; si se requiere una jeringa alternativa de la jeringa provista, se deben usar jeringas de insulina.[10]

Para uso prolongado, (en más de una ocasión) se debe de ir alternando el sitio de inyección, que puede ser entre brazos, piernas o incluso el abdomen. La aplicación y la disolución de sus componentes, dependerá de la forma de almacenamiento del mismo, ya que en las diferentes marcas se encuentran instrucciones separadas del procedimiento previo a la inyección. Como tal para la inserción de la aguja se siguen los conceptos como para cualquier otro medicamento intramuscular o subcutáneo, a excepción del llamado Viadur® el cual es un implante que se debe colocar en la parte superior de la cara interna del brazo.

### Absorción
La leuprolida suele administrarse bajo fórmula de larga duración bien sea mediante microesferas o en forma de depósito sólido biodegradable y esto permite la liberación sostenida del medicamento. Tras su administración suelen presentarse patrones de absorción variables con un pico de concentración (Cmax) que ocurre, típicamente, entre las 4 y 5 horas y se ubica en un rango de entre 4.6 a 212 ng/mL. Se ha documentado el estado de meseta (estado estacionario) tras cuatro semanas de dosis regulares, lo que resulta en un rango más estrecho de 0.1 a 2ng/mL.

### Distribución
La leuprolida se une a la albúmina entre 43 y 49%. La leuprolida se distribuye a nivel de múltiples tejidos, entre estos el hígado, riñones y sus principales tejidos diana, que son los órganos del sistema reproductivo, sobre los cuales ejerce sus efectos terapéuticos. Es propio recordar que los receptores de GnRH se encuentran mayoritariamente en las células gonadotrópicas de la hipófisis. A este nivel, y dados su bajo peso molecular y su naturaleza lipofílica, la leuprolida puede penetrar las membranas plasmáticas y ejercer su acción sobre dichos receptores de manera eficiente. Se ha observado un estado estacionario del volumen de distribución de 27 L tras la administración de bolo intravenoso en hombres saludables. Sin embargo, datos sobre dicho volumen de distribución no han sido reportados para la administración subcutánea o intramuscular.

### Metabolismo y metabolitos
La leuprolida está sujeta a metabolismo hepático por hidrólisis de los enlaces peptídicos. Los más recientes estudios de radiomarcaje sugieren que la leuprolida es metabolizada a penta, tri y dipéptidos que se cree también son sujetos a metabolismo adicional por varias peptidasas presentes a nivel de la circulación sistémica. Posteriormente, estos metabolitos, algunos fragmentos peptídicos pequeños y aminoácidos serán excretados por vía renal. Si bien este medicamento tiene una vida media de eliminación de alrededor de 3 horas, las formulaciones de liberación controlada permiten mantener concentraciones terapéuticas por un periodo de tiempo mayor.

### Excreción
Se elimina por vía renal. La vida media de eliminación de la leuprolida varía en función de la formulación específica y la dosis, pero suele ser de alrededor de 3 horas. La depuración esta entre 7.6 y 8.3 L/h tras la administración de 1mg en forma de bolo intravenoso.

## Farmacodinámica

### Mecanismo de acción

#### • Mecanismo molecular de liberación de gonadotropinas
La GnRh nativa se produce y se libera de forma pulsátil  por el sistema neuronal secretor de GnRH, formado por 1000-3000 elementos neuronales, localizado principalmente en el núcleo arcuado del hipotálamo basal medio (1) y en el área preóptica (2) del hipotálamo anterior cuyas proyecciones neuronales terminan en el plexo de botones vasculares en el vaso porta primario que libera GnRH y se une a estructuras receptoras específicas de alta afinidad en la membrana de las células gonadotrópicas hipofisarias. La unión del péptido GnRH al receptor provoca su microagregación y el complejo hormona-receptor se internaliza rápidamente por endocitosis. 

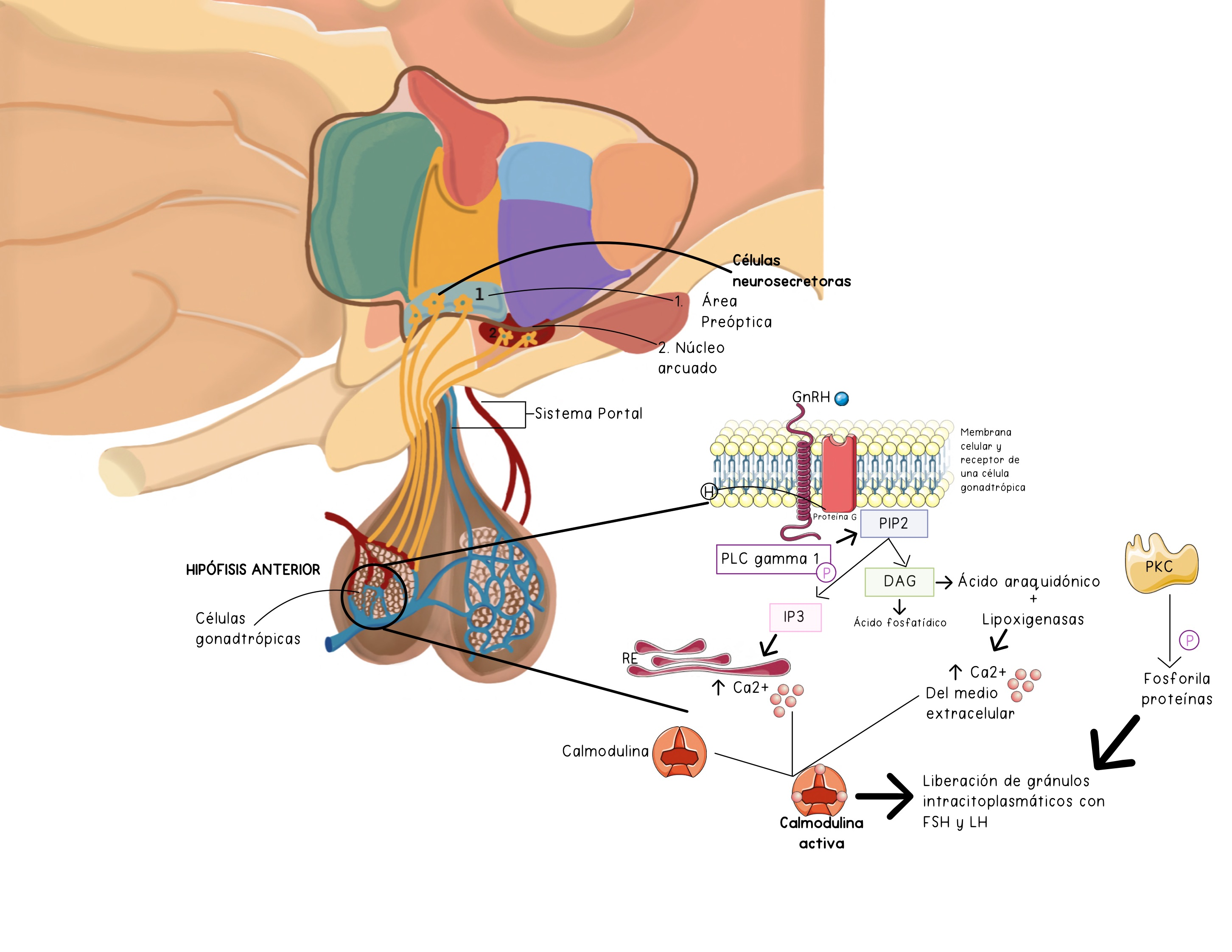
Mecanismo molecular de liberación de gonadotropinas

La activación del receptor por su unión con GnRH da lugar a una cascada de acontecimientos, en los que interviene el metabolismo de los fosfolípidos, que actualmente identifican dos sistemas principales que actúan como segundos mensajeros intracelulares. La microagregación del receptor, que sigue a la unión hormona-receptor, activaría la enzima fosfolipasa C, que hidroliza los inositol-fosfolípidos a diacilglicerol e inositol trifosfato. En este punto se identificarían las dos vías diferentes que conducen a la liberación y síntesis de gonadotropinas:
- El inositol trifosfato provoca un aumento inmediato de las concentraciones intracelulares de calcio (Ca++), a través de la movilización del ion secuestrado en los orgánulos intracitoplasmáticos.
- Paralelamente, el diacilglicerol se hidroliza en ácido fosfatídico y ácido araquidónico. Este último es metabolizado por las lipoxigenasas, dando lugar a la entrada selectiva de Ca++ extracelularmente.

El proceso exocitosis final de los gránulos intracitoplasmáticos que contienen FSH y LH se inicia por la unión del Ca++ a la calmodulina. 
La vía del segundo mensajero comienza con la redistribución de la proteína quinasa C dependiente de AMP cíclico (AMPc), y esta enzima fosforila y a su vez activa una serie de proteínas que apoyan las funciones nucleares que conducen a la producción de ARN mensajero (ARNm) para la síntesis de gonadotropinas.

#### • Mecanismo de acción de los agonistas de GnRH
La leuprolida es un análogo de la hormona liberadora de gonadotropina (GnRH) que actúa como agonista en los receptores de GnRH hipofisarios. La activación del receptor por la GnRH da lugar a la liberación de FSH y LH. Los agonistas de GnRH, tras un efecto estimulante inicial (flare-up), conducen a la desensibilización de las células gonadotrópicas y a una reducción del número de receptores GnRH en la membrana celular (down-regulation), reduciendo así la liberación de FSH y LH, lo que a su vez conduce a la inhibición de la producción de estrógenos y andrógenos, a través de la fisiología normal del eje  eje hipotalámico-hipofisario-gonadal. Así pues, una sola inyección de GnRH-análoga (Leuprolida) provoca una estimulación inicial de las células hipofisarias, lo que da lugar a la secreción de FSH y LH y la respuesta gonadal esperada, lo que finalmente conduce a un aumento de los niveles séricos de estradiol y testosterona. Sin embargo, la administración continua o repetida de un agonista de forma no pulsátil o la administración de dosis suprafisiológicas da lugar a la inhibición del eje. Los cambios funcionales resultantes de esta inhibición incluyen la regulación a la baja de los receptores de GnRH hipofisarios, la secreción de gonadotropinas y la disminución de la esteroidogénesis y la gametogénesis.

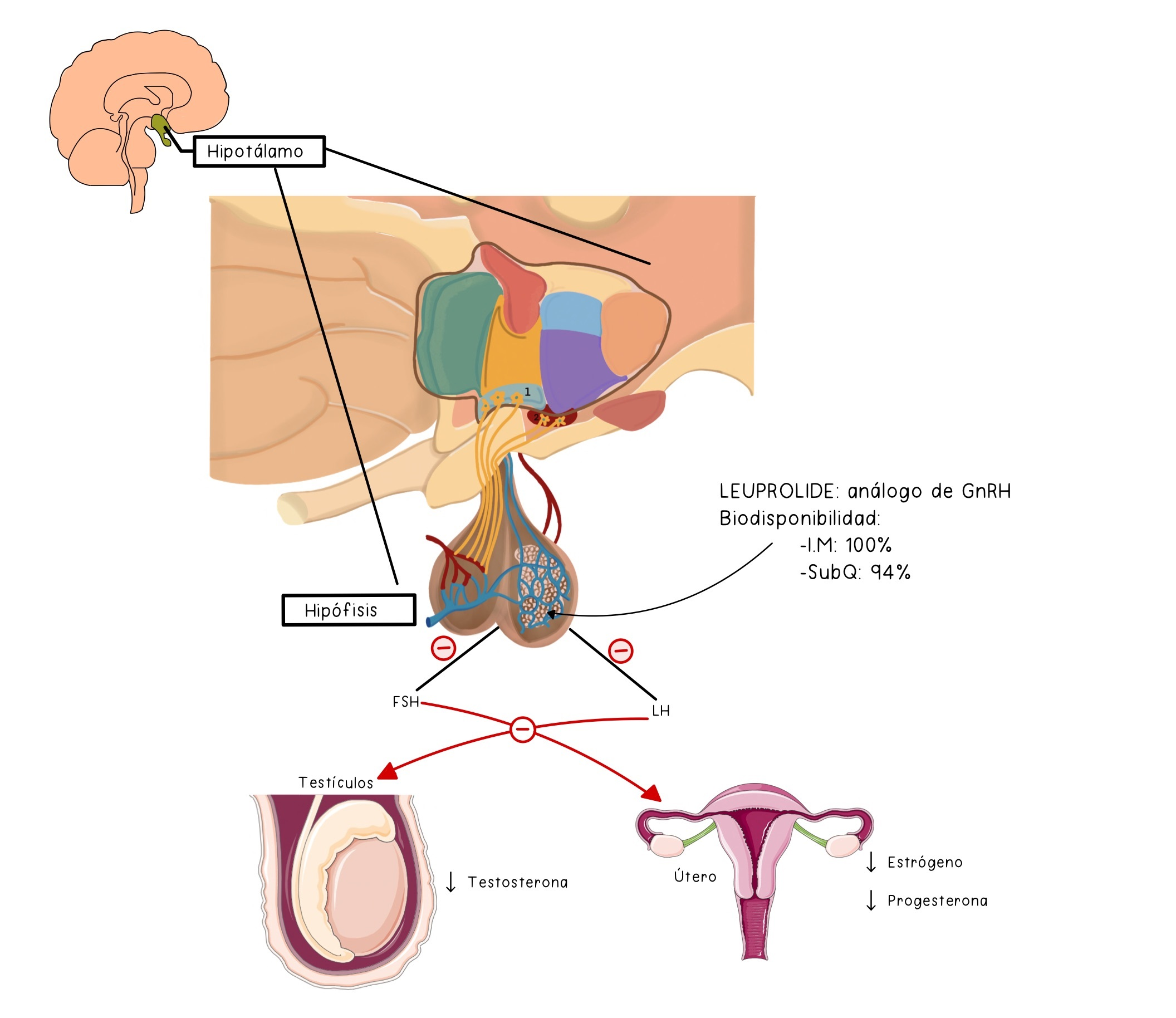
Mecanismo de acción del Leuprolida

Esta regulación a la baja prolongada de la actividad del receptor de GnRH es el objetivo de la terapia con leuprorelina y, en última instancia, da como resultado una disminución de la secreción de LH y FSH, lo que conduce a hipogonadismo y, por lo tanto, a una reducción drástica de los niveles de estradiol y testosterona independientemente del sexo.
En el tratamiento de cáncer de próstata, el aumento inicial en niveles de testosterona asoció con la iniciación de leuprorelina la terapia es contraproducente a objetivos de tratamiento. Este efecto está evitado con utilización concurrente de inhibidores de la 5α-reductasa, como finasteride, o flutamide que funcionan para bloquear los efectos "corriente abajo" de la testosterona.

### Interacciones
| Fármacos que interaccionan con: leuprorelina | Fármacos que interaccionan con: leuprorelina |
| --- | --- |
| Indium 111 Capromab Pendetide | El Capromab pendetide es un anticuerpo monoclonal contra el antígeno de membrana específico de la próstata que se utiliza en kits de diagnóstico por imagen para dirigir agentes radiactivos al tejido prostático maligno. La leuprorelina puede disminuir la eficacia de Capromab pendetida como agente de diagnóstico. CATEGORÍA PARA EL USO DE MEDICAMENTOS: X, Evitar la combinación. |
| Agentes Antidiabéticos: Inhibidores de la alfa-glucosidasa - acarbosa - miglitol Biguanidas - Metformina Inhibidores de la DPP-4 - Alogliptina - Linagliptina - Saxagliptina - Sitagliptina Agonistas de GLP-1 - Albiglutida - Dulaglutida - Exenatida - Liraglutida - Semaglutida Meglitinidas - Nateglinida - Repaglinida Inhibidores del SGLT2 - Dapagliflozina - Canagliflozina - Empagliflozina Sulfonilureas - Gliclazida - Glimepirida - Glipizida - Gliburida - Clorpropamida - Tolazamida - Tolbutamida Tiazolidinedionas - Pioglitazona - Rosiglitazona | Inhibidores de la alfa-glucosidasa: La eficacia terapéutica de los Inhibidores de la alfa-glucosidasa puede disminuir cuando se utiliza en combinación con leuprorelina. Biguanidas: La eficacia terapéutica de las biguanidas puede disminuir cuando se utiliza en combinación con leuprorelina. Inhibidores de la dipeptidil peptidasa-4 (DPP-4): La eficacia terapéutica de los agonistas del receptor del péptido similar al glucagón 1 puede disminuir cuando se utiliza en combinación con leuprorelina. Agonistas del receptor de GLP-1: La eficacia terapéutica de los Inhibidores de la dipeptidil peptidasa-4 (DPP-4) puede disminuir cuando se utiliza en combinación con leuprorelina. Meglitinidas: La eficacia terapéutica de las meglitinidas puede disminuir cuando se utiliza en combinación con leuprorelina. Inhibidores del SGLT2: La eficacia terapéutica de los inhibidores del transportador de sodio-glucosa 2 puede disminuir cuando se utiliza en combinación con leuprorelina. Sulfonilureas: La eficacia terapéutica de las sulfonilureas puede disminuir cuando se utiliza en combinación con leuprorelina. Tiazolidinedionas: La eficacia terapéutica de las Tiazolidinedionas puede disminuir cuando se utiliza en combinación con leuprorelina. CATEGORÍA PARA EL USO DE MEDICAMENTOS: C, Seguimiento de la terapia. |
| Agonista de D2 - BromocriptinaAntagonista de D2 - Promazina | La bromocriptina es un agonista de los receptores D2 de la dopamina que se utiliza para el tratamiento de la galactorrea debida a la hiperprolactinemia y otras afecciones relacionadas con la prolactina, así como en el síndrome parkinsoniano precoz. Su uso concomitante con leuprorelina puede reducir su eficacia terapéutica. La promazina Se utiliza como complemento para el tratamiento a corto plazo de la agitación psicomotriz moderada y grave. También se utiliza para tratar la agitación o inquietud en ancianos. Puede potenciar el efecto de prolongación del intervalo QTc de los agentes de prolongación del intervalo QTc (riesgo moderado). CATEGORÍA PARA EL USO DE MEDICAMENTOS: X, Evitar la combinación. |
| Colina C 11 | La colina C 11 es un marcador de la proliferación celular, ya que su molécula principal es un precursor de la biosíntesis de los fosfolípidos, que son componentes esenciales de todas las membranas celulares.4 Fue desarrollado por el MCPRF y la FDA lo aprobó por primera vez en septiembre de 2012. Los análogos de la hormona liberadora de la hormona luteinizante pueden disminuir el efecto terapéutico de la colina C CATEGORÍA PARA EL USO DE MEDICAMENTOS: C, Seguimiento de la terapia. |
| Corifolitropina Alfa | La Corifolitropina alfa es un análogo de la FSH indicado para la Estimulación Ovárica Controlada (EOC) en combinación con un antagonista de la GnRH para el desarrollo de folículos múltiples en mujeres que participan en un programa de Tecnología de Reproducción Asistida (TRA). Los análogos de la hormona liberadora de hormona luteinizante (LH) pueden potenciar el efecto terapéutico de Corifollitropin Alfa. CATEGORÍA PARA EL USO DE MEDICAMENTOS: X, Evitar la combinación. |
| Hidroxicloroquina | La hidroxicloroquina es un medicamento antipalúdico utilizado para tratar casos no complicados de paludismo y para la quimioprofilaxis en regiones específicas. También es un fármaco antirreumático modificador de la enfermedad (FAME) indicado para el tratamiento de la artritis reumatoide y el lupus eritematoso. Su uso concomitante con la leuprorelina puede potenciar el efecto prolongador del QTc de los Agentes Prolongadores del QTc (Riesgo Moderado). CATEGORÍA PARA EL USO DE MEDICAMENTOS: X, Evitar la combinación. |
| Mifepristona | La mifepristona es un bloqueante de los receptores de cortisol que se utiliza para tratar el síndrome de Cushing y para interrumpir embarazos de hasta 70 días de gestación. El riesgo o la gravedad de la prolongación del QTc puede aumentar cuando se combina leuprorelina con Mifepristona. CATEGORÍA PARA EL USO DE MEDICAMENTOS: X, Evitar la combinación. |
| Probucol | El probucol reduce el colesterol sérico al aumentar la tasa fraccional de catabolismo de las lipoproteínas de baja densidad (LDL) en la vía metabólica final para la eliminación del colesterol del organismo. Este fármaco también puede inhibir las fases iniciales de la síntesis del colesterol e inhibir la absorción del colesterol de la dieta. Información reciente sugiere que el probucol puede inhibir la oxidación y el depósito tisular de colesterol LDL, inhibiendo así la aterogénesis. Parece inhibir el flujo celular de lípidos mediado por ABCA1. Puede potenciar el efecto de prolongación del intervalo QTc de los agentes prolongadores del intervalo QTc (riesgo moderado). CATEGORÍA PARA EL USO DE MEDICAMENTOS: X, Evitar la combinación. |
| Xipamida | Puede potenciar el efecto prolongador del QTc de los agentes prolongadores del QTc (Riesgo moderado). CATEGORÍA PARA EL USO DE MEDICAMENTOS: C, Seguimiento de la terapia. |

### Formas disponibles
La leuprorelina está disponible en las formas siguientes, entre otros:
- Inyección intramuscular diaria de acción corta (Lupron)[33]
- Inyección intramuscular de depósito de acción prolongada (Lupron Depot)[34][35][36][37]
- Inyección subcutánea de depósito de acción prolongada (Eligard)[36]
- Inyección subcutánea de acción prolongada (Fensolvi)[16]
- Implante subcutáneo de acción prolongada (Viadur)
- Mesilato de leuprorelina de acción prolongada (Camcevi) para el tratamiento del cáncer de próstata avanzado.[38]

- Paquete combinado de acetato de leuprorelina y acetato de noretindrona (paquete Lupaneta)[39][40]

## Uso clínico
- Las condiciones que pueden ser tratadas con leuprolida son aquellas en donde se busca disminuir la concentración de gonadotropinas en sangre al desensibilizar los receptores de las células gonadotropas, y con ello minimizar el desarrollo de manifestaciones fisiopatológicas. En las mujeres la endometriosis, los fibromas uterinos[41] y el cáncer de mama son condiciones en las que la leuprolida es incluida como parte del tratamiento.  Respecto al uso de la leuprolida en el tratamiento de los miomas o fibromas uterinos, algunos estudios han indicado que el Ulipristal puede ser más conveniente dado que genera menos efectos secundarios, sin embargo, otros estudios concluyen que no existe mayor diferencia entre ellos, pero que igual se requieren más estudios.[29]

- En el caso de los hombres una de las condiciones en las que el bloqueo androgénico farmacológico con leuprolida es considerada piedra angular del tratamiento es el cáncer de próstata.[42][31]

- Puede usarse para la pubertad precoz tanto en hombres como en mujeres, así como para prevenir la ovulación prematura en ciclos de estimulación ovárica controlada para fertilización in vitro (FIV). Este uso es controvertido ya que la etiqueta de Lupron desaconseja el uso del medicamento cuando se está considerando un embarazo, debido al riesgo de defectos de nacimiento.[43][44]

- Puede usarse para reducir el riesgo de insuficiencia ovárica prematura en mujeres que reciben ciclofosfamida para quimioterapia.[45]

- Junto con la triptorelina y la goserelina, se ha utilizado para retrasar la pubertad en jóvenes transgénero hasta que tienen la edad suficiente para comenzar la terapia de reemplazo hormonal.  Los investigadores han recomendado bloqueadores de la pubertad después de los 12 años, cuando la persona ha llegado a las etapas 2 a 3 de Tanner, y luego el tratamiento con hormonas cruzadas a los 16 años. Este uso del medicamento no está indicado en la etiqueta, no ha sido aprobado por la Administración de Drogas y Alimentos y no hay datos sobre los efectos a largo plazo de este uso.[34][46]

## Efectos secundarios
Los efectos secundarios comunes de la inyección de leuprorelina incluyen enrojecimiento / ardor / escozor / dolor / hematomas en el lugar de la inyección, sofocos, aumento de la sudoración, sudores nocturnos, cansancio, dolor de cabeza, malestar estomacal, náuseas, diarrea, impotencia, encogimiento testicular,  estreñimiento, dolor de estómago, hinchazón o sensibilidad de los senos, acné, dolores o molestias en las articulaciones / músculos, dificultad para dormir (insomnio), disminución del interés sexual, malestar / sequedad / picazón / secreción vaginal, sangrado vaginal, hinchazón de los tobillos / pies, aumento de la micción por la noche, mareos, sangrado intercurrente en una niña durante los dos primeros meses del tratamiento con leuprorelina, debilidad, escalofríos, piel húmeda, enrojecimiento de la piel, picazón o descamación, dolor en los testículos, impotencia, depresión o problemas de memoria.  Se ha encontrado que las tasas de ginecomastia con leuprorelina oscilan entre el 3 y el 16%.
| Reacciones adversas a leuprorelina | Reacciones adversas a leuprorelina | Reacciones adversas a leuprorelina |
| ---------------------------------- | ---------------------------------- | --- |
| Sistema implicado                  | Grupo CIOSM                        | Tipo de reacción |
| Sistema nervioso central           | Muy frecuentes                     | Dolor en el lugar de inyección (≤20%) Cefalea, Insomnio. Fatiga |
| Sistema nervioso central           | Frecuentes                         | Vasodilatación (2%) Cambios de humor (5%) Cefalea (3% a 5%) Dolor (3%) |
| Sistema nervioso central           | Poco frecuentes                    | Marcha anormal (<1%) Bradicardia (<1%) Tos (<1%) Estreñimiento (<1%) Disminución del apetito (<1%) Disminución de la agudeza visual (<1%) Depresión (<1%) Mareo (<1%) Somnolencia (<1%)      |
| Sistema nervioso central           | Raros                              | Lagrimeo Leucodermia, Dolor de extremidades, Dolor musculoesquelético, Mialgia, Miopatía, Náuseas, Nerviosismo,                                                                              |
| Sistema nervioso central           | Muy raros                          | Trastorno de la personalidad |
| Sistema tegumentario               | Muy Frecuentes                     | Reacción alérgica de la piel (≤12%) |
| Sistema tegumentario               | Frecuentes                         | Acné vulgar (3%) Seborrea (3%) Prurito y Erupción cutánea (3% incluyendo eritema multiforme)                                                                                                 |
| Sistema tegumentario               | Poco frecuentes                    | Hiperhidrosis Reacción de hipersensibilidad, Leucodermia, palidez, edema periférico, Púrpura, estrías cutáneas, epistaxis.                                                                   |
| Endocrino y metabólico             | Muy frecuentes                     | Sofocos (25% a 98%) Hiperlipidemia (≤12%) Disminución de la libido (≤11%). |
| Endocrino y metabólico             | Frecuentes                         | Aumento de peso (≤7%) aumento inicial de las concentraciones séricas de testosterona, aumento inicial de las concentraciones séricas de estradiol                                            |
| Endocrino y metabólico             | Poco frecuentes                    | Alopecia (<1%) Dismenorrea, Feminización Bocio Supresión del crecimiento Ginecomastia Hirsutismo Obesidad                                                                                    |
| Endocrino y metabólico             | Raros                              | En el tratamiento del cáncer de próstata, el aumento de las concentraciones séricas de testosterona puede causar un "brote tumoral"                                                          |
| Tracto gastrointestinal            | Muy frecuentes                     | Náuseas y vómitos (≤25%) Enfermedad gastrointestinal (14%) Cambio en los hábitos intestinales (≤14%) -Estreñimiento-                                                                         |
| Tracto gastrointestinal            | Frecuentes                         | Disminución del apetito y mareo úlcera gástrica (<5%) hemorragia gastrointestinal (<5%) Obstrucción intestinal (<5%), Gastroenteritis (≤3%).                                                 |
| Tracto gastrointestinal            | Poco frecuentes                    | faringitis Lagrimeo, disfagia, gingivitis, aumento del apetito. |
| Sistema genitourinario             | Frecuentes                         | Aumento de la creatinina atrofia testicular (≤20%) Queja genitourinaria (13% a 15%) |
| Sistema genitourinario             | Poco frecuentes                    | Flujo vaginal (3%) Hemorragia vaginal (3%) Vaginitis (3%) Hematuria Obstrucción ureteral o de la salida de la vejiga durante las 2 primeras semanas Mastalgia (≤6%) Impotencia (≤5%)         |
| Sistema genitourinario             | Raros                              | Enfermedad del cuello uterino Dismenorrea Infección Incontinencia urinaria |
| Cardiovascular                     | Muy frecuentes                     | |
| Cardiovascular                     | Frecuentes                         | Vasodilatación (2%) Angina de pecho (<5%) Fibrilación auricular (<5%) Bradicardia (<5%) Arritmia cardiaca (<5%) Hiper/hipotensión (<5%) Palpitaciones (<5%) Síncope (<5%) Taquicardia (<5%). |
| Cardiovascular                     | Poco frecuentes                    | Insuficiencia cardiaca Tromboflebitis profunda |
| Hemático                           | Frecuentes                         | Cambio en el recuento de plaquetas (aumentado; ≥5%) Disminución de la fosfatasa ácida prostática (≥5%) Eosinofilia (≥5%) Leucopenia (≥5%) Hematomas y equimosis (>5%),                       |
| Hemático                           | Poco frecuentes                    | Linfadenopatía Neoplasia Anemia (Hematocrito disminuido y/oHemoglobina disminuida). |

### Contraindicaciones
Hipersensibilidad a leuprorelina, GnRH, análogos agonistas de GnRH o cualquier componente de su formulación; sangrado vaginal anormal no diagnosticado; embarazo; lactancia.
CATEGORÍA PARA EL USO DE MEDICAMENTOS EN EL EMBARAZO: X
Lupron Depot 22.5 mg, 30 mg y 45 mg tampoco están indicados para su uso en mujeres
Advertencias/Precauciones:
- Agente peligroso- use apropiadamente con las precauciones de manipulación y eliminación (NIOSH, 2012).[10]

- Se producen aumentos transitorios de los niveles séricos de testosterona (~50 % por encima del valor inicial) al comienzo del tratamiento.[10]
- La terapia de privación de andrógenos (ADT) puede aumentar el riesgo de enfermedad cardiovascular. Se ha informado muerte cardíaca súbita y accidente cerebrovascular en hombres que reciben agonistas de GnRH; ADT a largo plazo puede prolongar el intervalo QT (Considere los beneficios de ADT versus el riesgo de prolongación del intervalo QT en pacientes con antecedentes de prolongación del intervalo QT, con medicamentos que se sabe que prolongan el intervalo QT o con enfermedad cardíaca preexistente).[48]
- Se han informado exacerbaciones tumorales, dolor óseo, neuropatía, obstrucción del tracto urinario y compresión de la médula espinal cuando se usa para el cáncer de próstata; observe atentamente a los pacientes en busca de debilidad, parestesias, hematuria y obstrucción del tracto urinario en las primeras semanas de tratamiento. Observe atentamente a los pacientes con lesiones vertebrales metastásicas u obstrucción urinaria. Inicialmente puede ocurrir una exacerbación de la endometriosis o leiomiomas uterinos.[48]
- Se ha informado una disminución de la densidad ósea cuando se usa durante ≥6 meses; tenga cuidado en pacientes con factores de riesgo adicionales de pérdida ósea (p. ej., uso crónico de alcohol, terapia con corticosteroides).
- En pacientes con cáncer de próstata, la terapia de privación de andrógenos puede aumentar el riesgo de enfermedades cardiovasculares, diabetes, resistencia a la insulina, obesidad, niveles bajos de lípidos y fracturas; monitorear según sea clínicamente necesario.[48]
- Tenga cuidado en pacientes con antecedentes de enfermedad psiquiátrica; alteración del estado de ánimo, deterioro de la memoria y depresión se han asociado con su uso.[18]
- Se han observado casos raros de apoplejía hipofisaria (con frecuencia secundaria a adenoma pituitario) con la administración de agonistas de GnRH (inicio desde 1 hora hasta generalmente <2 semanas); puede presentarse como dolor de cabeza repentino, vómitos, cambios en el estado visual o mental y, con poca frecuencia, colapso cardiovascular; requiere atención médica inmediata.[18]
- Se han observado convulsiones en informes posteriores a la comercialización; los pacientes afectados incluyeron aquellos con y sin antecedentes de trastornos cerebrovasculares, anomalías o tumores del sistema nervioso central, epilepsia, convulsiones y aquellos con medicamentos concomitantes que pueden reducir el umbral convulsivo. Si se producen convulsiones, maneje en consecuencia.[18]
- Las mujeres tratadas por pubertad precoz pueden experimentar menstruación o manchado durante los primeros 2 meses de tratamiento, notificar si se extiende posterior a los dos meses.[48]
- Algunas formas de dosificación pueden contener alcohol bencílico que se ha asociado con el "síndrome de jadeo" en los recién nacidos; los pacientes con alergia al alcohol bencílico pueden mostrar una reacción de hipersensibilidad (normalmente local) en forma de eritema e induración en el lugar de la inyección. El vehículo utilizado en formulaciones inyectables de depósito (microesferas de polilactida-co-glicolida) rara vez se ha asociado con la oclusión de la arteria retiniana en pacientes con anastomosis arteriovenosa anormal.[10]
- Debido a las diferentes propiedades de liberación, no se deben intercambiar combinaciones de formas de dosificación o fracciones de formas de dosificación.[10]

### Sobredosis
Aumento del efecto/toxicidad: No se conocen interacciones significativas que impliquen un aumento del efecto.

## Química
La secuencia de péptidos es Pyr-His-Trp-Ser- Tyr-D -Leu-Leu-Arg-Pro-NHEt (Pyr = L-piroglutamilo ).

### Aprobaciones
- La inyección de Lupron fue aprobada por la FDA para el tratamiento del cáncer de próstata avanzado el 9 de abril de 1985.[49][50][51][52]
- Lupron depot para inyección intramuscular mensual fue aprobado por la FDA para el tratamiento paliativo del cáncer de próstata avanzado el 26 de enero de 1989.[53]
- Viadur fue aprobado por la FDA para el tratamiento paliativo del cáncer de próstata avanzado el 6 de marzo de 2000.[54]
- Eligard fue aprobado por la FDA para el tratamiento paliativo del cáncer de próstata avanzado el 24 de enero de 2002.[55]
- Fensolvi fue aprobado por la FDA para niños con pubertad precoz central el 4 de mayo de 2020.[15][14]
- Leupromer es el segundo fármaco inyectable que se forma in situ en el mundo.  Se usa para el tratamiento paliativo del cáncer de próstata avanzado, la endometriosis y los fibromas uterinos.  Fue aprobado por el Ministerio de Salud y Educación Médica de Irán.

## Sociedad y cultura

### Nombres
La leuprorelina es el nombre genérico del fármaco y su INN y BAN, mientras que acetato de leuprorelina es su BANM y JAN, acetato de leuprolida es su USAN y USP, leuprorelina es su DCIT y la leuprorelina es su DCF . También es conocido por sus nombres de código de desarrollo A-43818, Abbott-43818, DC-2-269 y TAP-144.    
La leuprorelina es comercializada por Bayer bajo la marca Viadur, por Tolmar bajo las marcas Eligard y Fensolvi, y por TAP Pharmaceuticals (1985-2008), por Varian Darou Pajooh bajo la marca Leupromer y Abbott Laboratories (2008-presente) bajo la marca Lupron. Está disponible como implante de liberación lenta o inyección subcutánea / intramuscular. 
En el Reino Unido e Irlanda, Takeda UK comercializa la leuprorelina como Prostap SR (inyección de un mes) y Prostap 3 (inyección de tres meses). 

### Controversia
En octubre de 2001, el Departamento de Justicia de los EE. UU. Y TAP Pharmaceutical Products Inc. llegaron a un acuerdo en virtud del cual TAP acordó pagar $ 875,000,000 para resolver cargos criminales y responsabilidades civiles relacionados con la fijación de precios y comercialización de medicamentos presuntamente fraudulentos con respecto a Lupron, en violación de la Ley de comercialización de medicamentos recetados. Según el Departamento de Justicia, las sanciones fueron las mayores recuperaciones penales y civiles en cualquier caso de fraude a la atención médica en EE. UU. Hasta esa fecha.
Uno de los objetivos actuales del tratamiento de niños y adolescentes transexuales es detener o retrasar el efecto de la testosterona y/o el estradiol en la adolescencia. El uso de lupron en adolescentes normales para retrasar la pubertad es relativamente nuevo y no está indicado en la etiqueta. El lupron sí tiene antecedentes en el tratamiento de una afección denominada "pubertad precoz", que es lo que ocurre cuando el cuerpo de un niño entra en la pubertad demasiado rápido para su edad.  Sin embargo, se trata de un trastorno clínico caracterizado por concentraciones de hormonas sexuales consideradas muy anormales en el curso de un desarrollo normal.  Como tal, el uso de este medicamento puede ser más apropiado en estos individuos en particular, porque el beneficio marginal de dejar esta condición sin tratar es mayor de lo que sería de otra manera. Cualquier profesional médico competente no generalizaría los resultados observados en una población de individuos afectados por niveles hormonales anormales a individuos con niveles hormonales normales.

### "Protocolo Lupron"
Un artículo de 2005 en la controvertida y no revisada por pares revista Medical Hypotheses sugirió la leuprorelina como un posible tratamiento para el autismo,  el método hipotético de acción es la hipótesis ahora obsoleta de que el autismo es causado por el mercurio, con la suposición adicional infundada de que el mercurio se une irreversiblemente a la testosterona y, por lo tanto, la leuprorelina puede ayudar a curar el autismo al reducir los niveles de testosterona y, por lo tanto, los niveles de mercurio. Sin embargo, no existe una investigación científicamente válida o confiable que demuestre su efectividad en el tratamiento del autismo. Este uso se ha denominado el "protocolo de Lupron" y a Mark Geier, el proponente de la hipótesis, se le ha prohibido testificar en casos relacionados con vacunas y autismo por no ser lo suficientemente experto en ese tema en particular y además, se le revocó la licencia médica. Los expertos médicos se han referido a las afirmaciones de Geier como "ciencia basura".

## Uso veterinario
La leuprorelina se usa con frecuencia en hurones para el tratamiento de enfermedades suprarrenales . Se ha informado de su uso en un hurón con hiperaldosteronismo primario concurrente, y uno con diabetes mellitus concurrente. También se utiliza para tratar a los loros domésticos que padecen un comportamiento crónico de puesta de huevos.

## Búsqueda
En 2006, la leuprorelina se estaba investigando para su posible uso en el tratamiento de la enfermedad de Alzheimer de leve a moderada.
Se está desarrollando una formulación oral de leuprorelina para el tratamiento de la endometriosis . También se estaba desarrollando para el tratamiento de la pubertad precoz, el cáncer de próstata y los fibromas uterinos, pero se interrumpió el desarrollo para estos usos.  La formulación tiene el nombre comercial provisional Ovarest.  En julio de 2018, se encuentra en ensayos clínicos de fase II para la endometriosis.  